# Präsidentschafts- und Parlamentswahlen in Argentinien 2015

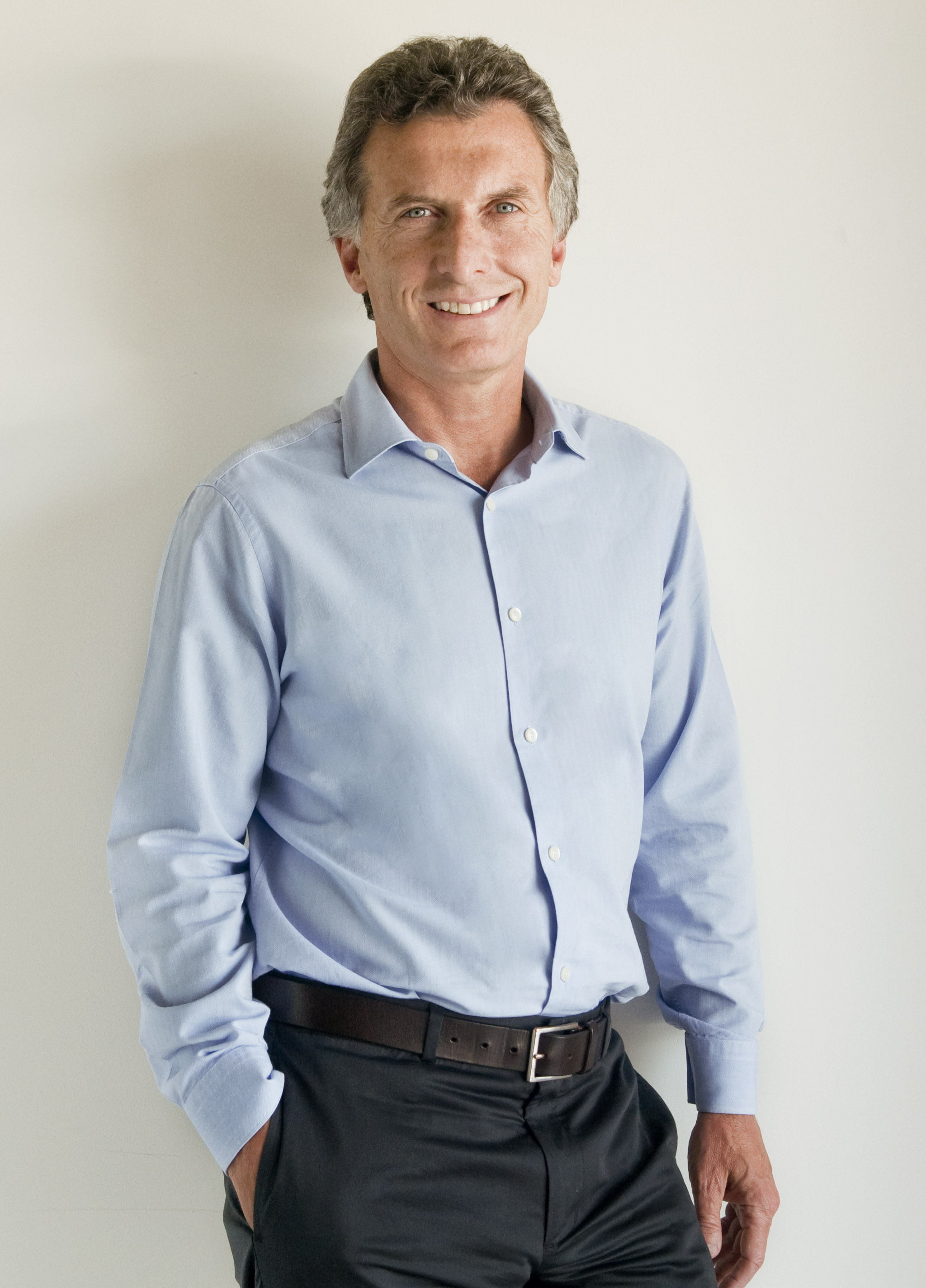
Mauricio Macri, der Gewinner der Präsidentschaftswahl.

Die Präsidentschafts- und Parlamentswahlen in Argentinien 2015 fanden am 25. Oktober statt.
Gewählt wurden Präsident und Vizepräsident sowie für den Nationalkongress die Hälfte der Abgeordneten und ein Drittel der Senatoren (jeweils drei in acht Provinzen).
Da kein Präsidentschaftskandidat die für einen Sieg in der ersten Runde erforderliche Mehrheit erreichte, gab es am 22. November 2015 eine Stichwahl, die Mauricio Macri von der konservativen Partei Propuesta Republicana (PRO) mit 51,34 % der Stimmen gewann.

## Vorwahlen
Am 9. August 2015 fanden Vorwahlen statt. Vorwahlen hatten vor den Präsidentschafts- und Parlamentswahlen in Argentinien 2011 erstmals stattgefunden.

## Präsidentschaftswahl

### Erster Wahlgang

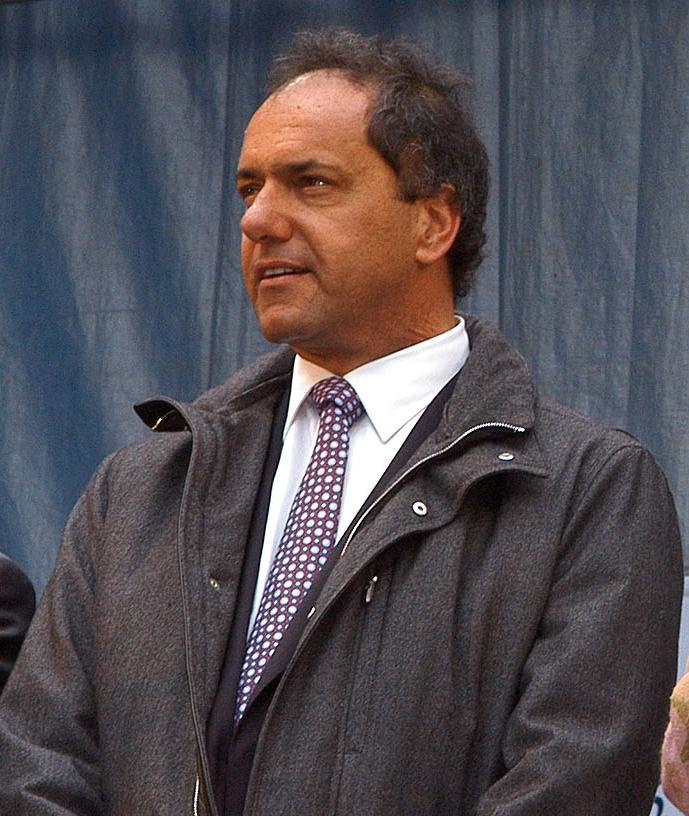
Daniel Scioli
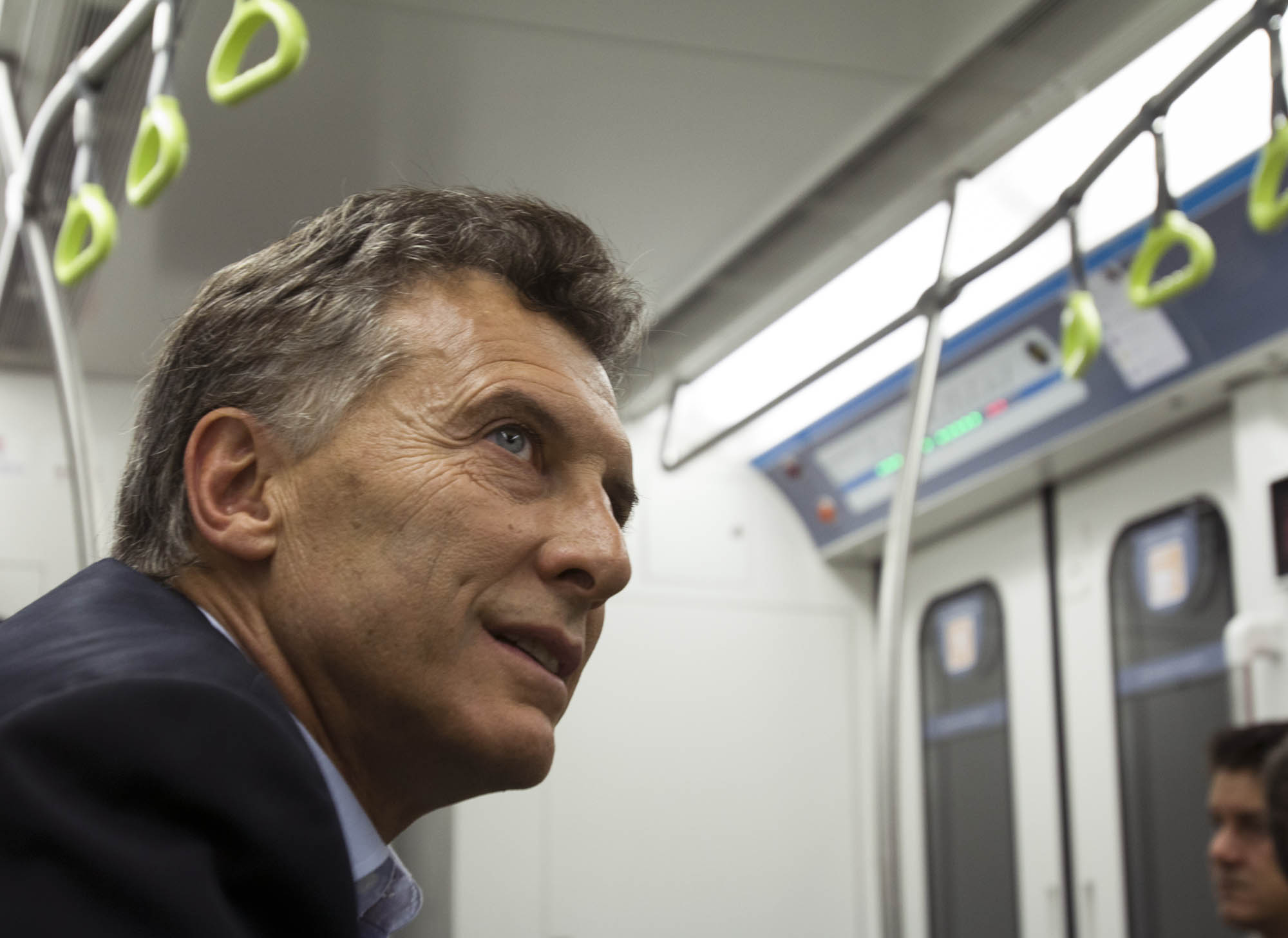
Mauricio Macri
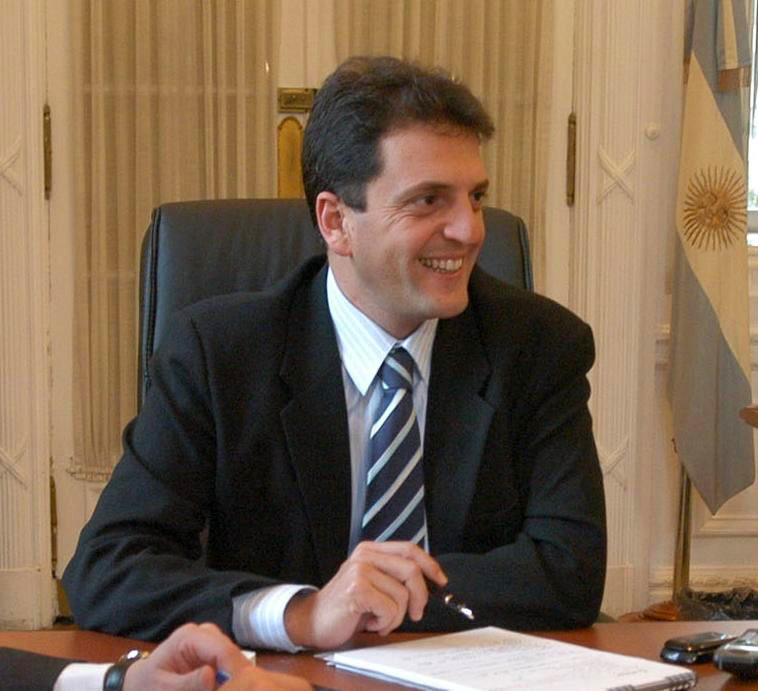
Sergio Massa
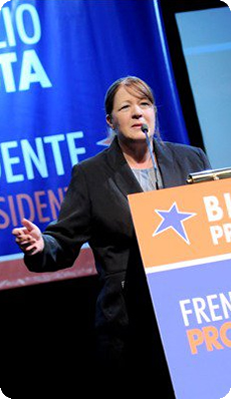
Margarita Stolbizer
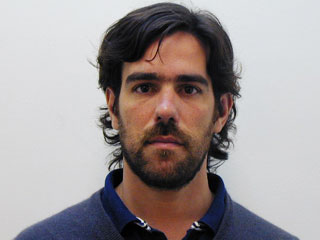
Nicolás del Caño
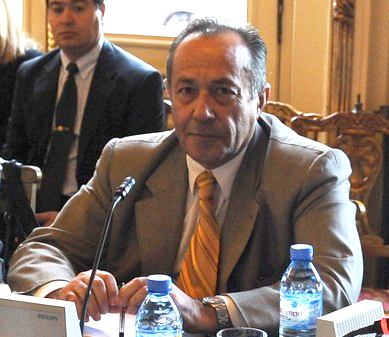
Adolfo Rodriguez Saá

Die sechs Kandidaten, die sich bei den Vorwahlen in ihren Wahlbündnissen durchsetzten und gleichzeitig die geltende 1,5-Prozent-Hürde für die Teilnahme übersprangen, sind folgende:
- Daniel Scioli kandidierte als Einziger für das Frente para la Victoria, einer Wahlallianz unter Führung des peronistischen Partido Justicialista
- Mauricio Macri setzte sich in der Vorwahl des Bündnisses Cambiemos (Propuesta Republicana, Unión Cívica Radical, Coalición Cívica ARI und einige Kleinparteien) gegen Ernesto Sanz und Elisa Carrió durch
- Sergio Massa gewann die Vorwahl des Bündnisses Una Nueva Alternativa gegen José Manuel de la Sota
- Margarita Stolbizer wurde von einem Wahlbündnis namens Progresistas (ehemals Frente Amplio Progresista bzw. Frente Amplio UNEN, u. a. Partido Socialista) als einzige Kandidatin aufgestellt
- Nicolás del Caño gewann die Vorwahl des Bündnisses Frente de Izquierda y de los Trabajadores gegen Jorge Altamira
- Adolfo Rodríguez Saá trat als einziger Kandidat für das Wahlbündnis Compromiso Federal an

Die amtierende Präsidentin Cristina Fernández de Kirchner beendet im Dezember 2015 ihre zweite Wahlperiode in Folge; deshalb konnte sie nicht zur Wiederwahl antreten.
Laut dem Endergebnis ergaben sich folgende Stimmenanteile:
- Daniel Scioli – Carlos Zannini: 37,08 %
- Mauricio Macri – Gabriela Michetti: 34,15 %
- Sergio Massa – Gustavo Sáenz: 21,39 %
- Nicolás del Caño – Myriam Bregman: 3,23 %
- Margarita Stolbizer – Miguel Ángel Olaviaga: 2,51 %
- Adolfo Rodríguez Saá – Liliana Negre de Alonso: 1,64 %

### Stichwahl
Laut Paragraph 149 des argentinischen Wahlgesetzes gibt es einen Wahlsieger in der ersten Runde, wenn entweder der erstplatzierte Kandidat mindestens 45 Prozent der Stimmen erhält oder er 40 Prozent und zusätzlich einen Vorsprung von mehr als zehn Prozentpunkten auf den Zweitplatzierten vorweisen kann.
Im ersten Wahlgang konnte laut der Vorauszählung kein Kandidat den für den Wahlsieg geforderten Stimmanteil erreichen. Daher kam es am 22. November 2015 zu einer Stichwahl zwischen dem Erstplatzierten Daniel Scioli und dem Zweitplatzierten Mauricio Macri, die Macri gewann.
Ergebnisse der Stichwahl:
- Mauricio Macri: 51,34 %
- Daniel Scioli: 48,66 %

## Parlamentswahl

### Abgeordnetenhaus
Die Wahlallianz der bisherigen Regierung Frente para la Victoria verlor laut der Vorauszählung ihre absolute Mehrheit im Abgeordnetenhaus, blieb aber stärkste Fraktion. Die in der Macri unterstützenden Allianz Cambiemos vereinten Parteien UCR, Coalición Cívica ARI und insbesondere Propuesta Republicana konnte deutliche Gewinne erzielen, auch gemeinsam sind sie jedoch weiterhin nur zweitstärkste Kraft.
Die Blöcke nach der Wahl:
| Partei / Bündnis | Abgeordnete |
| --- | ----------- |
| FPV und Verbündete | 111         |
| Frente para la Victoria-Partido Justicialista | 95          |
| Frente Cívico por Santiago | 6           |
| Social Cristiano | 3           |
| Partido Justicialista Pampeano | 2           |
| Andere (Solidario Si; Movimiento Solidario Popular; Libertad y Democracia; Primero Tucumán; Concertación Forja)                                                                                    | 5           |
| Cambiemos | 90          |
| Unión-PRO | 41          |
| Unión Cívica Radical | 40          |
| Coalición Cívica ARI-UNEN | 5           |
| Frente Cívico y Social de Catamarca | 3           |
| Andere (Partido Conservador Popular) | 1           |
| Peronismo Federal | 41          |
| Federal Unidos por una Nueva Argentina | 28          |
| Compromiso Federal | 4           |
| Trabajo y Dignidad | 2           |
| Andere (Cultura, Educación y Trabajo; Unión por Entre Ríos; Compromiso por San Juan; Chubut Somos Todos; Unión Celeste y Blanco; Justicialista de la Provincia de Buenos Aires; Salta Somos Todos) | 7           |
| Progresistas, Proyecto Sur und Verbündete | 9           |
| Partido Socialista | 3           |
| Libres del Sur | 2           |
| UNEN-Suma+ | 2           |
| Andere (GEN, Proyecto Sur) | 2           |
| Frente de Izquierda und Verbündete (extreme Linke) | 4           |
| Frente de Izquierda y de los Trabajadores | 3           |
| PTS-Frente de Izquierda | 1           |
| Movimiento Popular Neuquino | 2           |
| Gesamt | 257         |

### Senat
Senatoren wurden in acht Provinzen nach Mehrheitswahlrecht gewählt. Dabei erhält jeweils die stärkste Kraft zwei Sitze und die zweitstärkste Kraft einen Sitz. Das Frente para la Victoria und die Cambiemos-Parteien konnten jeweils Mandate hinzugewinnen.
Im neuen Senat hat das Frente para la Victoria 41 Sitze, die UCR und Coalición Cívica 11, die nicht das FPV unterstützenden Peronisten (u. a. Frente Renovador) 10, PRO 4, die Mitte-Links-Parteien PS und GEN 2 und sonstige Parteien 4.
Die Endergebnisse in den Provinzen:
| Provinz    | Erste Kraft (2 Senatoren)         | Zweite Kraft (1 Senator)                  |
| ---------- | --------------------------------- | ----------------------------------------- |
| Catamarca  | Frente para la Victoria (50,65 %) | Frente Cívico y Social (39,89 %)          |
| Córdoba    | Cambiemos (50,23 %)               | Unión por Córdoba (21,11 %)               |
| Corrientes | Frente para la Victoria (53,01 %) | Encuentro por Corrientes (32,67 %)        |
| Chubut     | Frente para la Victoria (42,51 %) | Frente Unión Chubut somos Todos (34,96 %) |
| La Pampa   | Frente para la Victoria (45,85 %) | Propuesta FREPAM (39,58 %)                |
| Mendoza    | Cambiemos (42,87 %)               | Frente para la Victoria (30,53 %)         |
| Santa Fe   | Frente para la Victoria (32,00 %) | Cambiemos (29,61 %)                       |
| Tucumán    | Frente para la Victoria (50,18 %) | Cambiemos (35,35 %)                       |